# Toyota GR010 Hybrid
A Toyota GR010 Hybrid egy hibridhajtásos Le Mans Hiperautó, amelyet a Toyota hozott létre. A versenyautó a Hosszútávú-világbajnokság (WEC) LMH kategória szabályrendszere szerint épült.

## Fejlesztés
2019. június 14-én, két nappal a Le Mans-i 24 órás verseny előtt jelentették be az LMP1-es kategóriát váltó Hypercar műszaki előírásait. Ezzel egy időben pedig nyílvánossá vált, hogy a Toyota egy új hibridhajtásos versenygépet épít.A GR10-et a GR Super Sport Concept alapján építették. Eredetileg 2020 júliusában gurult volna első alkalommal pályára az autó, azonban a koronavírus-járvány miatt az első köröket csak októberben teljesítette a Circuit Paul Ricard versenypályán. Nakadzsima Kazuki és Kobajasi Kamui kivételével a japán márka összes WEC versenyzője részt vett az eseményen. 2020 decemberében egy újabb teszt keretében belül a gyári versenyzők mellett Nyck de Vries is lehetőséget kapott. A bemutatóra egy virtuális prezentáció keretén belül került sor 2021. január 15-én.

## Összefoglaló

### 2021-es szezon
A 2021-es évet változatlan felállással kezdte meg a csapat. A 7-es számú trió versenygépét továbbra is Kobajasi Kamui, Mike Conway és José María López vezette, míg a 8-as egységet Sébastien Buemi, Nakadzsima Kazuki és Brendon Hartley irányította. A tesztversenyzői feladatokat Nyck de Vries és Hirakava Rjó látták el.
Az évadnyitó belga versenyt sokáig a pole-pozícióból induló #7-es rajtszámú Toyota egység vezette, azonban a futam későbbi részében Kobajasi kicsúszott a pályáról és ezzel egy körös hátrányba került a vezető trióval szemben. A #8-as számú trió 30 másodperces boxutcai büntetését követően a Toyota elvesztette a vezetést, azonban a verseny utolsó részében a #8-as egység visszavette a vezetést, amelyet az esemény végig megtartottak. A Portugáliában megrendezett verseny első óráiban az Alpine #36-os egysége állt az első pozícióban. A két Toyota átlagosan több kört tudott teljesíteni két boxutcai kiállás között, így csökkenteni tudták a hátrányt az Alpine triójával szemben. Végül a #7-es és a #8-as egység is megelőzte a francia márka autóját. Nem sokkal a verseny vége előtt csapatutasítással két alkalommal is helyet cseréltek a márka autói, végül a #8-as egység nyerte meg a futamot.
Az olasz verseny során a japán márka mindkét egysége technikai problémákkal küszködött. Az utolsó előtti óráig a #7-es egység vezette a viadalt, amikor is megállt az autó a Lesmo kanyar utáni egyenesnél. Kobajasi sikeresen újraindította a versenygépet, azonban 40 másodperccel volt lemaradva az első helyezetthez képest. A #709-es Glickenhaus egységnél azonban féket kellett cserélni, ezzel az amerikai csapat rengeteg időt vesztett. Emiatt a Toyota ismét vezette a futamot. A célegyenesen a #7-es trió haladt át először és ezzel a szezon  során első alkalommal diadalmaskodtak. A Le Mans-i 24 órás versenyen kettős győzelmet aratott a Toyota, ezzel ismét növelték előnyüket az Alpine-nal szemben.
Az első bahreini versenyen ismét a Toyota egységei szerezték meg az első 1. és a 2. pozíciót, ezzel pedig biztossá vált, hogy a japán márka szerzi meg a bajnoki címet. A második bahreini futamot a #8-as trió nyerte meg, azonban a világbajnoki címet a #7-es egység szerezte meg.

### 2022-es szezon
2021 novemberében bejelentették, hogy Nakadzsima visszavonul a versenyzéstől. A japán versenyző a márka kölni főhadiszállásának alelnökeként tevékenykedik tovább. A csapat egyik tesztversenyzője Hirakava Rjó töltötte be a megüresedett pozíciót.

## Eredmények
(Táblázat értelmezése)

(Félkövér: pole-pozícióból indult; dőlt: leggyorsabb kört futott) 

| Év   | Csapat              | Kategória | Versenyzők        | Rajtszám | 1   | 2   | 3   | 4   | 5    | 6    | Pont | Helyezés |
| ---- | ------------------- | --------- | ----------------- | -------- | --- | --- | --- | --- | ---- | ---- | ---- | -------- |
| 2021 | Toyota Gazoo Racing | Hypercar  |                   |          | SPA | POR | ITA | FRA | BHR1 | BHR2 | 206  | 1.       |
| 2021 | Toyota Gazoo Racing | Hypercar  | Mike Conway       | 7        | 3   | 2   | 1   | 1   | 1    | 2    | 206  | 1.       |
| 2021 | Toyota Gazoo Racing | Hypercar  | Kobajasi Kamui    | 7        | 3   | 2   | 1   | 1   | 1    | 2    | 206  | 1.       |
| 2021 | Toyota Gazoo Racing | Hypercar  | José María López  | 7        | 3   | 2   | 1   | 1   | 1    | 2    | 206  | 1.       |
| 2021 | Toyota Gazoo Racing | Hypercar  | Brendon Hartley   | 8        | 1   | 1   | 33  | 2   | 2    | 1    | 206  | 1.       |
| 2021 | Toyota Gazoo Racing | Hypercar  | Sébastien Buemi   | 8        | 1   | 1   | 33  | 2   | 2    | 1    | 206  | 1.       |
| 2021 | Toyota Gazoo Racing | Hypercar  | Nakadzsima Kazuki | 8        | 1   | 1   | 33  | 2   | 2    | 1    | 206  | 1.       |
| 2022 | Toyota Gazoo Racing | Hypercar  |                   |          | USA | SPA | FRA | ITA | JPN  | BHR  | 103* | 1.*      |
| 2022 | Toyota Gazoo Racing | Hypercar  | Mike Conway       | 7        | Ki  | 1   | 2   |     |      |      | 103* | 1.*      |
| 2022 | Toyota Gazoo Racing | Hypercar  | Kobajasi Kamui    | 7        | Ki  | 1   | 2   |     |      |      | 103* | 1.*      |
| 2022 | Toyota Gazoo Racing | Hypercar  | José María López  | 7        | Ki  | 1   | 2   |     |      |      | 103* | 1.*      |
| 2022 | Toyota Gazoo Racing | Hypercar  | Brendon Hartley   | 8        | 2   | Ki  | 1   |     |      |      | 103* | 1.*      |
| 2022 | Toyota Gazoo Racing | Hypercar  | Sébastien Buemi   | 8        | 2   | Ki  | 1   |     |      |      | 103* | 1.*      |
| 2022 | Toyota Gazoo Racing | Hypercar  | Hirakava Rjó      | 8        | 2   | Ki  | 1   |     |      |      | 103* | 1.*      |